# David Moore (militair)
David Moore (3 juli 1817 – 19 juli 1893) was een officier die diende tijdens de Mexicaans-Amerikaanse Oorlog en Amerikaanse Burgeroorlog. Hij werd uiteindelijk gebrevetteerd brigadegeneraal van de vrijwilligers voor hij buiten dienst werd gesteld. Daarna diende hij als lid van de senaat Missouri.

## Vroege jaren
David Moore kwam ter wereld op 3 juli 1817 in Columbiana County, Ohio. Zijn ouders waren John en Sarah (Clark) Moore. Zijn vader was van Ierse komaf en had dienstgedaan tijdens de Oorlog van 1812. Kort daarna vestigde hij zich in Ohio. Naast een broer en een zus had David nog verschillende halfbroers en zussen uit het eerste huwelijk van zijn vader. Toen David 13 was, verhuisde hij naar Wayne County, Ohio waar hij tot zijn 18de als leerling van een timmerman werkte. Tot in 1847 oefende hij dit beroep uit waarna hij deelnam aan de Mexicaans-Amerikaanse Oorlog als vrijwilliger. Hij voerde als kapitein een eenheid uit Ohio aan die bekend was als de Wooster Guards. Later zou dit Compagny “E” worden van de 3rd Ohio Infantry Regiment. Na de oorlog vestigde hij zich in Missouri waar hij naast een landbouwbedrijf ook handelaar was.

## De Amerikaanse Burgeroorlog
Bij het begin van de oorlog woonde Moore in het klein stadje Wrightsville in het noordoosten van Misourri. Het was daar dat zijn vriend kolonel William Bishop, onder orders van generaal Nathaniel Lyon, Moore rekruteerde. Hij kreeg de opdracht om een eenheid Missouir Home Guards op te richten om het gebied te beschermen tegen Zuidelijke raiders. Op 24 juni 1861 reed Moore, in zijn oud uniform van de Mexicaans-Amerikaanse oorlog naar Alexandria, Missouir om er zijn eed te gaan afleggen. Hij kreeg de rang van kapitein. Moore liet flyers drukken om de inwoners op te roepen zich aan te sluiten. Er meldden zich genoeg mannen aan uit Clark County om twee weken later op 4 juli 1861 in Kahoka te worden ingedeeld in de 1st Northeast Missouri Home Guards. Moore werd tot hun kolonel gekozel.
Na de nodige voorbereidende werkzaamheden vertrokken Moore en vijfhonderd  soldaten naar het strategisch belangrijke haventje van Athens, Missouri waar de Des Moines en de Mississippi samenvloeiden. Moore bouwde een trainingskamp uit die hij ook gebruikte als uitvalsbasis tegen de Zuidelijke Missouri State Guard onder leiding van Martin E. Green. Athens lag niet ver van een Noordelijke depot en een spoorweg. Op 21 juli 1861 vielen Moores soldaten, samen met eenheden uit Illinois en Iowa, Etna aan in het nabijgelegen Scotland County. Na het verdrijven van enkele vijandelijke cavalerie-eenheden trokken ze zich terug naar Athens.

### DeSlag bij Athens
Na de Noordelijke aanval brak de Zuidelijke kolonel Green zijn trainingskamp op bij de Fabius en rukte op naar Athens. Onderweg verjoeg hij op 31 juli 1861 een kleine Noordelijke Home Guard eenheid bij Edina. Op 5 augustus viel Greens 2.000 man sterke eenheid Athens aan. Moore had slechts 500 manschappen ter beschikking maar zijn soldaten waren beter bewapend met recente Springfield geweren. De Noordelijken sloegen de eerste aanval af. Toen de Zuidelijken zich terugtrokken zette Moore de achtervolging in met de bajonet. Samen met pas aangekomen versterkingen uit Farmington en Keokuk, Iowa werden de Zuidelijken volledig verdreven. Moores soldaten hadden 450 paarden en een assortiment aan wapens en kanonnen buitgemaakt.

### De 21st Missouri
Kolonel Moores 1st Missouri Home Guards en kolonel Humphrey Woodyards 2nd Missouri Home Guards hielden de druk op de ketel zodat de vijand zich niet kon herstellen. Op 31 december 1861 weren de twee eenheden samengevoegd tot de 21st Missouri Volunteer Infantry Regiment. In maart kreeg het regiment versterkingen uit Iowa en Illinois. De eenheid werd toegevoegd aan het leger van generaal Ulysses S. Grant. Op 5 april 1862 raakte Moore gewond tijdens de eerste uren van de Slag bij Shiloh. Hij werd geraakt door drie kogels. Zijn rechterbeen tot aan zijn knie diende hierdoor geamputeerd te worden. Na drie maanden keerde hij terug naar zijn eenheid. De volgende maand was er een halfhartige poging tot muiterij. Moore reageerde snel, liet zes aanstokers arresteren en voor de krijgsraad brengen.
De 21st Missouri werd in de herfst van 1862 opnieuw ingezet. Ze namen deel aan de Slag bij Iuka en de Tweede Slag bij Corinth op 3 oktober en 4 oktober. Ze namen ook nog deel aan de beginfase van de Vicksburgveldtocht in december 1862. In 1863 hield het regiment zich voornamelijk bezig met garnizoenstaken. Ze beschermden de Noordelijke bevoorradingslijnen in Kentucky en Tennessee. In 1864 maakten ze deel uit van de derde divisie van het XVI Corps. Ze vochten in Meridian, de Red Riverveldttocht en tijdens de Slag bij Tupelo waar ze zich onderscheidden in hun strijd met de Zuidelijke cavaleristen van Nathan Bedford Forrest.  
Het regiment werd kort naar Missouri gestuurd tijdens de Zuidelijke Raid van Sterling Price.
Moore en zijn regiment werden begin 1865 opnieuw ingezet voor garnizoenstaken. Moore verliet zijn regiment begin februari. Op 21 februari 1865 werd Moore gebrevetteerd brigadegeneraal en kreeg hij de opdracht om de 51st Missouri op te richten. In mei nam hij het bevel van de 51st Missouri op zich en tevens de First Military District of Missouri. Hij bleef deze functie uitoefenen tot hij officieel buiten dienst gesteld werd op 31 augustus 1865.

## Latere jaren
Na de oorlog nam hij de draad weer op als landbouwer en kleine handelaar in Canton Missouri. In 1869 werd hij verkozen als Liberaal Republikein voor het Missouri State Senate voor een periode van vier jaar. Moore werd actief lid van de Grand Army of the Republic, een veteranenorganisatie voor Noordelijke oud-strijders. Hij werd ook vrijmetselaar. Zijn eerste vrouw, Diademia (Schnabel) Moore, overleed in 1865. Ze hadden samen vijf zonen en een dochter. Zijn tweede vrouw, de weduwe Mattingly Carnegy, baarde hem drie dochters. Zelf had ze al twee zonen en vier dochters uit haar eerste huwelijk. Hij overleed op 19 juli 1893. Hij werd begraven in Forest Grove Cemetery in Canton.